# MUSIC★J
『MUSIC★J』（ミュージック★ジェイ）はSTVラジオで2016年10月4日から2025年3月27日まで放送されていたラジオの音楽番組。パーソナリティーは松崎真人。

## 概要
この番組は、1970年代 - 1990年代に発表された邦楽を主にして「今なお愛されるナンバー」を送る、3時間余りの音楽ワイド番組である。
基本的に放送する楽曲は「イントロからアウトロまで聞かせる」「曲の上に曲紹介をかぶせない」形での放送を、原則としているが、ごくまれに空白のあった後にまた音があるような楽曲で、最後の音の上に松崎の後紹介を乗っけてしまったことはある。シーズン2の途中から「厳選かけ流し」というキャッチコピーを、松崎自身が番組の口上として使うようになり、リスナーにも広まっている。或る番組リスナーが放送中につぶやいたものを、松崎自身が拾って以来使用するようになった。
STVラジオでは2016年のナイターオフ編成から始まり、この番組の存在を知った中国放送からの申し出を受けて、2017年のナイターオフ編成からはSTV・RCCの2局ネットでの放送となった。以降ナイターオフ編成では毎年ネット受けしているが、プロ野球シーズン中は年度により異なり、収録版の遅れネットを行うか、全試合非開催時の『ナイタースペシャル』版のみ放送するか、ネット受け無しかのいずれかとなった。
プロ野球ペナントレース終了後からシーズンが始まるという形で、2016年度ナイターオフ分を「シーズン1」とする「シーズン〇」という呼び方が定着した。番組の人気の高まりを受けて、STVラジオではナイターイン編成でも、プロ野球中継が無い火曜～金曜の夜の時間帯に『ナイタースペシャル MUSIC★J』という形で臨時に編成されたり、土曜日・日曜日に収録版や2～3時間のワイド番組として編成されることが増えていった。ナイターイン編成での番組は「シーズン〇.5」などの呼び方で呼ばれている。
なお、STVラジオは2020年までは北海道日本ハムファイターズの試合に限定して、土・日にナイターが開催される場合は通常定時番組を休止して『STVファイターズLIVE』を放送していたが、2021年から原則的にファイターズ戦の試合の有無・開始時間の別に関係なく、自社での中継を実施しない方針となったため、当番組がほぼ毎週放送されている。2024年3月以降は、後述の通り松崎の病気療養により代演による放送が増え、2025年3月27日で終了が決まった。

## 番組構成
過去にもSTVラジオをはじめ、α-STATION・K-MIXなどでのラジオ音楽番組の経験があり、シンガーソングライターとして活動してきた松崎が、その日に心地よく聞ける流れのプレイリストを3時間の放送に毎回30曲前後選曲し、自らの体験・楽曲や歌手にまつわるエピソードや、作詞・作曲・編曲に関する研究から得た放送上では「御託」と呼ぶ解説をはさみながら綴っていく。1970年代～1990年代の邦楽がメインであるが、日本のポップスに影響を与えた洋楽曲も頻繁に選曲され、放送当時に活動している若い世代のアーティストで松崎が気になった楽曲も選曲することがあり、眉村ちあき、藤井風などがフィーチャーされてきた。
番組開始当初はリクエストは対応していなかったが、スタッフの習熟などもあって、生放送中にメールで届いたリクエスト曲を、あくまでも「選曲の流れとしてつながるタイミングで」予定曲と差し替えるなどの形ではさむようになっていった。
19時～22時枠の生放送の時には、RCCラジオのみ20:29からの60秒で広島県の天気予報を伝える時間になっている。STVラジオのみで放送されていたシーズン1には、19時台に松崎と気象予報士との掛け合いで北海道の天気を伝える時間もあったが、RCCラジオにもネットされるシーズン2以降は行われなくなった。
臨時ニュースや地震・気象速報が入る場合は、STVのアナウンサーがカットインする場合と、松崎自身が速報の原稿を読む場合の両方がある。
年末年始の火曜 - 金曜に編成されることもあり、この場合は事前収録となる。
さまざまな選曲テーマをコーナーや企画として組み込んでいるのも、当番組の特色の一つである。
- 「スナックまこ子」：ナイターオフ期の水曜20時台に昭和歌謡に寄せた選曲を集中させるコーナー[4]。この時間は進行役を松崎ではなく「札幌市のMJ会館という雑居ビルの2階にある仮想スナック」のママ・まこ子が務める形を取る[5]。厨房スタッフのまこ蔵による「フォーク酒場」「フォーク喫茶」として、気まぐれにフォークソングを選曲する場合もある。登場頻度が減っていた時期もあったが、シーズン7・8では「スナックまこ子」直前の19時台後半に登場することも増えた。
- 「〇〇厚め」：特定アーティストやレーベルの特集企画。不定期に行われ、当該放送日の1～2週程前に番組内で予告されて、リスナーからのリクエストも反映させた選曲で構成している[6]。「厚め」は、必ずしも当該アーティストの楽曲しかかからないということではなく、関連するアーティスト・作家の作品を織り込んだり、全くそうでない楽曲も前後にはさんだりする場合もある。本企画の派生企画で、2組のアーティストをフィーチャーする「あいがけ」も行われている。

| 放送日（STVラジオ） | テーマ                                               | 放送リスト                   | 備考 |
| ------------------- | ---------------------------------------------------- | ---------------------------- | --- |
| 2017年11月8日       | 瀬尾一三                                             | 2017年11月8日オンエアリスト  | 企画盤『時代を創った名曲たち』発売に合わせたものでインタビューも挿入された                              |
| 2018年1月11日       | 浜田省吾                                             | 2018年1月11日オンエアリスト  | |
| 2018年3月8日        | 中島みゆき                                           | 2018年3月8日オンエアリスト   | |
| 2018年5月20日       | 西城秀樹                                             | [ 7 ]                        | 90分録音制作放送分の為オンエアリストが残っていない。またRCCラジオは60分時差放送のため一部選曲が異なる。 |
| 2018年11月29日      | 浜田省吾                                             | 2018年11月29日オンエアリスト | |
| 2018年12月7日       | 安全地帯・玉置浩二                                   | 2018年12月7日オンエアリスト  | |
| 2019年8月16日       | サザンオールスターズ                                 | 2019年8月16日オンエアリスト  | |
| 2020年1月23日       | 西城秀樹 & ヒデキジュース 濃い目                     | 2020年1月23日オンエアリスト  | 「ヒデキジュース」とは松崎の分析による「西城秀樹の歌声で感じるような日本人が好きな声質の成分」          |
| 2020年3月26日       | 浜田省吾 & 中島みゆき あいがけ                       | 2020年3月26日オンエアリスト  | |
| 2020年4月16日       | 松本隆・大盛り                                       | 2020年4月16日オンエアリスト  | |
| 2022年1月28日       | 浜田省吾 & 中島みゆき あいがけ                       | 2022年1月28日オンエアリスト  | |
| 2022年3月22日       | 西城秀樹 & ヒデキジュース                            | 2022年3月22日オンエアリスト  | |
| 2022年11月8日       | 冬なのに 渚にまつわる曲厚め                          | 2022年11月8日オンエアリスト  | 曲名または歌詞に「渚」が入る曲によるプレイリスト                                                        |
| 2022年11月9日       | 松田聖子 VS 中森明菜 VS スナックまこ子               | 2022年11月9日オンエアリスト  | |
| 2022年11月10日      | 徹底解説！サザンオールスターズのコーラス～サザン厚め | 2022年11月10日オンエアリスト | |

| 放送日（STVラジオ） | テーマ                                               | 放送リスト                   | 備考 |
| ------------------- | ---------------------------------------------------- | ---------------------------- | --- |
| 2020年6月11日       | 芸能人水泳大会”風”                                   | 2020年6月11日オンエアリスト  | 「ドキっ！女だらけの水泳大会」の時代の出演者楽曲でリクエストを募った企画                                                                                         |
| 2021年1月22日       | 第1回『ご新規さんリクエスト優遇デー』                | 2021年1月22日オンエアリスト  | 初めて番組にリクエストするリスナー限定のリクエスト曲のみで全編を構成した                                                                                         |
| 2021年3月9日        | 第2回『ご新規さんリクエスト優遇デー』                | 2021年3月9日オンエアリスト   | |
| 2021年3月21日       | みんなで聴こう！ロングバケイション４０周年記念盤！！ | 2021年3月21日オンエアリスト  | |
| 2022年2月25日       | 第3回『ご新規さん＆未採用者リクエスト優遇デー』      | 2022年2月25日オンエアリスト  | 対象を「リクエストを送ったけど採用経験が無い」リスナーにも広げて募った企画                                                                                       |
| 2022年11月11日      | 第4回『ご新規さん＆未採用者リクエスト優遇デー』      | 2022年11月11日オンエアリスト | |
| 2023年11月30日      | 『思い出のポスターリクエスト大会』                   | 2023年11月30日オンエアリスト | 部屋に貼っていたポスターの想い出と共にリクエスト曲を募る企画。必ずしもポスターに映っていた人物の楽曲でなくてもよく、商品のCMソングなど関連する楽曲でもOKとした。 |

- 「反省会・泣きの1曲」：シーズン3（2018年ナイターオフ編成）から、それまで21:50 - 22:00に放送されていた『スポーツ伝説』（LF制作）を午後ワイドに内包するよう変更し放送時間が22:00までの180分となるが、RCCラジオでは引き続き21:50までの170分のため、21:49でいったん挨拶をして番組を締めて、引き続き21:50から21:59までの正味9分間のコーナーがスタートした。その日の選曲の流れでかけられなかったリクエスト曲に応える、という形で始まったが、当日の松崎のコメントミスに対して通称「四つ折りの紙」と呼ばれる「反省してください！」という内容の原稿がディレクターから渡されて、ディレクター選曲による「もう1曲」となることも起こるようになった。以降のナイターオフシーズンの放送でもこの形が続いていくが、ナイターインシーズンの「ナイタースペシャル」版は、基本的に「反省会」コーナーは無く終了する。（まれに、ラスト曲の後に時間を残して「反省会」のテーマ曲を入れてコーナーを作ったこともあった。）
- 「GSの時間」：シーズン5.5から展開された、19:30を目処にGS（グループサウンズ）の楽曲を2曲選曲するコーナー。秋冬シーズンにも継続されシーズン8では19:32前後を目処に放送。シーズン9では10月にのみ放送。
- 「ところでB面なんですが」：シーズン5.5から始まった、シングルレコード（或いは8cmシングルCD）のA面・B面を続けて聞いて、なぜこれがB面になったのか、B面曲ではどういうことがしたかったのか等の背景も含めて楽しもうというコーナー。秋冬シーズンでは20:15過ぎに展開。シーズン9では10月のみ20時半前後に放送。
- 「ラジオコラム」：ナイターオフ期の21時台に、松崎が一つのテーマを設定して3曲の選曲でコラムのように語るコーナー。シーズン3まではレギュラーコーナーだったが、リクエスト曲を21時台に入れることが増えたため、事実上不定期企画となっていた。シーズン6.5では土曜日の20時台に放送する日もあった。シーズン7・8・9では火曜日～木曜日21時台に放送。シーズン9の松崎が療養専念で休演（詳細は下記）の期間は、松崎が選曲と共にメッセージを送り代演パーソナリティが紹介する形に。
- 「新日本アルバム紀行」：主に金曜日21時台前半に放送された、1枚のアルバムからあまりラジオで掛かりにくい3曲を選曲するコーナー。コーナー名はNHKで放送されていた『新日本紀行』から取られている。中断したシーズンもあったが、シーズン6.5（土日放送）から復活し、シーズン7・8でも金曜日21時台に放送。シーズン9は、金曜日の放送が無くなったため不定期放送に。
- 「ちょんまげタイム」：時代劇作品（テレビ・映画問わず）のテーマ曲で2～3曲選曲するコーナー。シーズン6.5の土曜日19:30頃から。シーズン7では金曜日20時台後半、シーズン7.5（土日放送）では日曜20時台前半（短縮編成などで放送しない日もあり）、シーズン8では金曜日20時台後半に放送。シーズン9は10月31日の8時台～9時台前半を「ちょんまげ」特集とした。
- 「21世紀ですよ～」：松崎が「日本のポップス・日本語のポップスから遠ざかっていた」と言う2001年～2008年ごろの楽曲をリスナーのリクエストで「教えてもらう」コーナー。タイトルコールはドラマ「時間ですよ！」のソレに倣って「おかみさ～ん、21世紀ですよ～」と始めることが多い。シーズン7では、水曜日を除く20時台前半に放送（選曲全体の流れにより時間帯が前後することもある）。
- 「谷間リクエスト」：「大ヒット曲と大ヒット曲の間にリリースされ、大ヒットまではしていないがいい曲だから聞いて欲しい」という趣旨で「ヒット曲の谷間の曲」をリクエストで募る企画。シーズン8の途中で松崎が発案し、2023年11月28日の放送から毎日20時台前半に1～2曲紹介する形でスタートした。
- インタビュー企画：基本的に松崎一人による進行だが、1シーズンに数回程度、松崎が気になるアーティストをゲストに招き、インタビューを事前収録して放送したり、生放送にゲストとして迎えることもある。

| 放送日（STVラジオ） | ゲスト                                 | 放送リスト                   | 備考                                                                           |
| ------------------- | -------------------------------------- | ---------------------------- | ------------------------------------------------------------------------------ |
| 2017年10月11日      | 佐野元春（前篇）                       | 2017年10月11日オンエアリスト | 2017年8月3日に収録 松崎真人ツイッター Motoharu News Network                    |
| 2017年10月12日      | 佐野元春（後篇）                       | 2017年10月12日オンエアリスト | 2017年8月3日に収録 松崎真人ツイッター Motoharu News Network                    |
| 2018年5月3日        | 野呂一生（CASIOPEA 3rd（出演当時））   | 2018年5月3日オンエアリスト   | 映像作品『Both Anniversary Gig 『4010』』発売のプロモーションとして            |
| 2018年7月15日       | 高中正義・トータス松本                 | 2018年7月15日オンエアリスト  | 高中正義は事前収録で12時台に、トータス松本は16時台に生出演した                 |
| 2018年12月5日       | 大黒摩季                               | 2018年12月5日オンエアリスト  | 『MUSIC MUSCLE』発売のプロモーションとして                                     |
| 2019年3月8日        | はたけやま裕                           | 2019年3月8日オンエアリスト   |                                                                                |
| 2019年3月22日       | 押尾コータロー・NAOTO                  | 2019年3月22日オンエアリスト  | 同時出演ではなく一人ずつ2コーナーで展開                                        |
| 2019年8月9日        | 高中正義                               | 2019年8月9日オンエアリスト   |                                                                                |
| 2019年12月6日       | 瀬川信二                               | 2019年12月6日オンエアリスト  | 松崎の新譜『良い音楽を呼吸していきましょう』プロデューサー                     |
| 2020年2月14日       | KAN                                    | 2020年2月14日オンエアリスト  | この回は生出演                                                                 |
| 2020年6月17日       | 五十嵐浩晃                             | 2020年6月17日                | この回は生出演                                                                 |
| 2020年11月18日      | 朝倉さや                               | 2020年11月18日               |                                                                                |
| 2021年11月23日      | 眉村ちあき                             | 2021年11月23日オンエアリスト | 放送前日に札幌でライブがあり放送当日にSTVラジオで収録 眉村ちあき公式ツイッター |
| 2022年2月23日       | 眉村ちあき                             | 2022年2月23日オンエアリスト  |                                                                                |
| 2022年7月30日       | VOICE（別所秀彦・別所芳彦）            | 2022年7月30日オンエアリスト  | 19時台に生出演                                                                 |
| 2023年3月23日       | 瀬尾一三                               | 2023年3月23日オンエアリスト  | 20時台前半に生出演                                                             |
| 2023年5月13日       | 眉村ちあき                             | 2023年5月13日オンエアリスト  | 20時台前半に事前収録で出演                                                     |
| 2023年8月19日       | 佐木伸誘                               | 2023年8月19日オンエアリスト  | 20時台前半に生出演                                                             |
| 2023年8月26日       | マニアズ（はたけやま裕、中沢ノブヨシ） | 2023年8月26日オンエアリスト  | 20時台前半に事前収録で出演                                                     |
| 2023年9月17日       | ひらまみきお                           | 2023年9月17日オンエアリスト  | 20時台前半に生出演                                                             |
| 2023年9月24日       | 山木将平                               | 2023年9月24日オンエアリスト  | 20時台前半に出演                                                               |
| 2023年10月4日       | 吉川忠英                               | 2023年10月4日オンエアリスト  | 20時台前半に生出演                                                             |
| 2024年10月8日       | 半﨑美子                               | 2024年10月8日オンエアリスト  | 20時台前半に収録済コメントを放送                                               |

2024年3月の松崎真人休演に伴う五十嵐浩晃代演回のゲスト（電話出演）については別項に記載
- 「楽器で3曲」：シーズン1で放送された、特定の楽器をフィーチャーした3曲選曲コーナー。特定のモデルのギターや、打ち込み用MIDI音源（Roland SC-88pro）をフィーチャーしたこともあった。
- 「B面で恋をして」：シーズン1～2で放送された、有名なA面曲のB面曲にスポットを当てるコーナー。
- 「日本語ロックの12人」：日曜午後の収録放送となったシーズン2.5で、90分放送回の13時台に企画された、松崎が日本語で歌うロックの先駆者を選んで紹介していくコーナー。ただし、実際にはシーズン2.5終了までに12人取り上げることが出来なかった。東京2020オリンピックに伴うプロ野球休止期間に編成されたシーズン5.5の『ナイタースペシャルMUSIC★J』で、20時台の特集企画として「日本語ロックの8人」として復活した。

| 放送日（STVラジオ） | テーマ                                                                   | 放送リスト                  | 備考 |
| ------------------- | ------------------------------------------------------------------------ | --------------------------- | ---- |
| 2021年7月23日       | 漣健児「和製ポップスの訳詞」                                             | 2021年7月23日オンエアリスト |      |
| 2021年7月27日       | 加藤和彦「音の入り口から出口までロックであること」                       | 2021年7月27日オンエアリスト |      |
| 2021年7月28日       | 吉田拓郎「ボブ・ディランと筒美京平の共存」                               | 2021年7月28日オンエアリスト |      |
| 2021年7月29日       | 湯川れい子「女性」と「母性」をロックに乗せた先行者                       | 2021年7月29日オンエアリスト |      |
| 2021年7月30日       | はっぴぃえんど=松本隆「現在にまで続く日本語ロック、ポップスの王道」      | 2021年7月30日オンエアリスト |      |
| 2021年8月3日        | 山下達郎／吉田美奈子「描く風景からフォーク的情緒を切り離した」           | 2021年8月3日オンエアリスト  |      |
| 2021年8月4日        | 桑田佳祐「たかが歌詞じゃねえかこんなもん」は反語である。                 | 2021年8月4日オンエアリスト  |      |
| 2021年8月5日        | 忌野清志郎～ザ・ブルーハーツ「パンク～ニューウェーブを通過して得たもの」 | 2021年8月5日オンエアリスト  |      |
| 2021年8月6日        | 桜井和寿と草野正宗～現在へ                                               | 2021年8月6日オンエアリスト  |      |

## エピソード
- RCCラジオでは2019年ナイターオフ編成まで、金曜日の同時間帯に音楽番組『金曜ビート』を放送していたが、同番組パーソナリティの青山高治アナウンサーと松崎がお互いの番組をリスペクトする間柄になり、STVラジオのリスナーもradikoを使って両方の番組に参加するような現象が見られた。これを受けて、RCCラジオでは本番組の放送が無い月曜日の夜に、松崎と青山による音楽CDを掛け合うトークライブ『いいうた聴くならMUSIC★J～金曜ビート』を2018年、2019年の2回開催した[11][12]。
- 2019年1月10日、11日放送分は松崎がインフルエンザで番組を休んだため、10日はネット局のRCCの制作でパーソナリティを同局アナウンサーの青山高治、ディレクターを村山太一（RCCの子会社・RCCフロンティア所属）と『金曜ビート』のメンバーが担当し、リクエストやお便りのメールアドレスもRCCのものを使用するといういわゆる逆ネット方式をとり[13]、21:50 - 22:00はSTVラジオでは「今月の推薦曲」を臨時に放送した。STVラジオの単独放送となる翌11日は通常通り自社制作で喜瀬ひろしと奈良まなみの2名が担当した[14][15]。
- 2019年3月19日放送分はRCCラジオ主催で前日の2019年3月18日夜に広島県のゲバントホールで行われたトークイベント『いいうた聴くならMUSIC★J～金曜ビート Vol.2』[16]に松崎が出演し、RCCのスタジオから、村山太一ディレクターが担当してSTVへ逆ネットの形での同時生放送となった。この日はSTVのスタジオにもスタッフが待機し、通常のSTVで使っているメールアカウントに届いたメッセージも適宜RCCへ転送される形で進行した。RCCでは放送終了後の21:50 - 22:00の「反省会・泣きの1曲」も、RCCからSTVへの裏送りで対応した[17]。
- 2019年4月26日など当初から全球団のナイターが非開催で確定している場合はRCCも『サウンドコレクション』などの雨傘編成に準じたNRNラインネット番組を差し替えて本番組を『RCCカープナイタースペシャル MUSIC★J』としてネット受けすることがある[注釈 7]。2019年7月14日にはRCCのみ13:00 - 14:30に単発放送した（途中 13:55 - 14:00に『中国新聞ニュース』を放送）。
- 2020年3月1日には、RCCラジオのワイドFM西条局開局記念特別番組として、青山高治・松崎真人のツインDJによる特別番組『マイ・ベスト・J-POP～いい歌聴くならRCCラジオ～』[18]が企画されたが、コロナ禍で北海道からの移動自粛要請が出されたことを受けて、松崎はSTVラジオの第3スタジオからマイクロ回線で参加する形で放送された。
- 2021年7月23日～8月6日までの『ナイタースペシャルMUSIC★J』では、後続の21:00から編成されていた生番組『リアルタイム!』とのコラボレーション企画として、ナイターイン編成時には行っていなかった「反省会・泣きの1曲」を、『リアルタイム!』の番組前半に松崎が出演することで実施した。
- 2022年3月15日～17日放送分は、松崎がウイルス性胃腸炎で番組を休演した。このため、15日放送分は、STVアナウンサー吉川のりおが冒頭でお断りを入れて、雨傘番組として事前収録しておいたストックから放送し、「泣きの1曲」の時間は吉川のりおによる曲紹介で松崎の「エブリデイ×3」「ガタンゴトン」を放送した。この時間は2曲目は最後までかからずフェードアウトとなった[19]。16日放送分は、STVラジオ『リクエストプラザ』のパーソナリティで、かつてインフルエンザで休演した時も代演を務めた奈良まなみが、「泣きの1曲」まで務めた。17日放送分は、STVラジオ『まるごと！エンタメ～ション』のリポーター等を務める大田黒ヒロタカが、選曲も含めて務めた。
- 2022年5月1日放送分は、『STVラジオ開局60周年記念特別番組　MUSIC★J オールアナログスペシャル in 新冠レ・コード館』と銘打ち、新冠レ・コード館に所蔵のアナログプレーヤーである日本ビクター QL-V1のカスタムモデルや蓄音機とSTVから持参したマイク・ミキサーのみで放送、STV本局へはラジオカーで中継の形となった。新冠レ・コード館所蔵盤やSTV所蔵盤、事前に募集したリスナー3名が持参したレコード盤で選曲し、オープニングテーマ曲「GO FOR IT」もテープ・デジタル素材ではなくレコード盤で放送し、ジングルも放送しないという「全てアナログ盤で放送する」というコンセプトの番組となった。この回は、2022年日本民間放送連盟賞ラジオ番組部門北海道・東北地区で「ラジオ生ワイド番組優秀賞」を受賞した[20]。2023年1月1日のサウンドプラントスペシャルにて再放送を実施。
- 2022年5月21日～29日放送分は松崎が5月15日放送分で「体のメンテナンスの為に4回お休みします」と発表し、代演による生放送となる。5月21日、22日の回は同年3月16日にも代演したSTVラジオ『リクエストプラザ』のパーソナリティ奈良まなみが担当した。5月28日、29日放送分は過去にゲスト出演経験があるシンガーソングライターの五十嵐浩晃が代演した。
- 2022年8月27日～28日放送分は松崎が体調不良で番組を休演し、27日放送分は、3月の休演時に代打を務めた大田黒ヒロタカが選曲も含めて担当した。28日放送分は前回休演時に続いて奈良まなみが担当、この回は特別番組があったため20:30までの短縮回となる。
- 2022年11月25日放送分はRCCでは本番組のネットを休止し、当該時間帯に自社制作の特別番組『逸品コンシェルジュ 全国ご当地応援団!』をJRN6局ネットで放送したため、本番組はSTVラジオのみの放送となった。『全国ご当地応援団!』は競合局のHBCラジオへネットされたため、「通常のネット局における差し替え番組が、制作局と同じ地域の競合局へネットされる」というねじれ現象が発生した。この事例は翌2023年11月24日にも発生した。なお、2024年度では『FRIDAY MUSIC★Attack』の方で同様の事例が発生する。
- 2022年12月2日放送分は、RCCラジオの「開局70周年感謝ウイーク」の一環として、21時からはRCC制作の特別番組となった。22時から放送している『名曲天国！ミュージック・ア・ゴーゴー！』のパーソナリティを務める青山高治アナと、STVラジオのスタジオからのマイクロ回線で松崎が掛け合う形となり、「最強ボーカリスト」をテーマに交互に選曲バトルを繰り広げた。21時台は本番組のジングル・テーマ曲も含めてRCCからSTVラジオへネットする形で、STVラジオでは本番組の放送枠通りの21:59で終了となった。
- 2022年12月9日放送分は松崎の休演にともない、3月、8月に代打パーソナリティを務めた太田黒ヒロタカが代演した。
- 2022年12月25日には前日にSTVホールにて行った公開録音を『サウンドプラントスペシャルMUSIC★J オールアナログスペシャルin STVホール』として放送。
- 2023年3月3日・11月21日・12月6日・12月7日の放送は、松崎が体調不良で休演したため、これまでにも多数代演した奈良まなみが担当した。選曲は高井Dが担当した。
- 2023年5月20日の放送は、松崎が翌日に東京で自身のライブのため、5月2日に新冠レ・コード館で公開収録した『JVC KENWOOD presents MUSIC★J オールアナログスペシャル2023』の模様を放送[21]、翌21日の放送は別番組編成で休止とした。
- 2023年6月17日と18日の放送は、松崎が16日に広島で自身のライブを実施した後のため、生放送を行わず事前収録放送となった。
- 2023年9月9日と10日の放送は、松崎が9日に佐木伸秀の35周年ライブにゲスト出演した日のため、また10日は60分の短縮編成となったので、事前収録放送となった。
- 2023年9月30日と10月1日の放送は、松崎が10月1日にトーヨータイヤサロマテストコース特設会場で行われた「サロマ大収穫祭」のステージに番組公開録音も兼ねた出演のため、事前収録放送となった。
- 2024年3月1日の放送は、松崎が体調不良で休演したため、STVラジオで別番組を担当する亀田純平（しろっぷ・じゅんぺい）が初めて代演を務めた。
- 2024年3月5日の放送で、松崎の長期休養が発表され、プロ野球開幕までのシーズン8の残り放送分は下記代演パーソナリティによる放送となった。

| 放送日（STVラジオ） | 代演パーソナリティ―      | 備考 |
| ------------------- | ------------------------ | --- |
| 2024年3月1日        | 亀田純平                 | STVラジオ「しろっぷのぶちかまし」「イイ加減にしろっぷサンデー」出演                                     |
| 2024年3月5日        | 奈良まなみ               | STVラジオ『リクエストプラザ』（月・火曜）『COCONO Sラジ』（火曜）出演                                   |
| 2024年3月6日        | 亀田純平                 | |
| 2024年3月7日        | 五十嵐浩晃               | 2022年5月28日、29日に代演経験あり ゲスト：堀江淳（20時台に電話出演）                                    |
| 2024年3月8日        | 大田黒ヒロタカ（36号線） | STVラジオ『まるごと！エンタメ～ション』出演                                                             |
| 2024年3月12日       | 五十嵐浩晃               | ゲスト：細坪基佳（ふきのとう、20時台に電話出演）                                                        |
| 2024年3月13日       | 武田晋                   | |
| 2024年3月14日       | 五十嵐浩晃               | ゲスト：ジェームス西田（古時計、20時台に電話出演）、燕奈緒美（ザ・リリーズ、21時台に電話出演）          |
| 2024年3月15日       | 大橋千絵                 | |
| 2024年3月19日       | 大川原儀明               | |
| 2024年3月20日       | 奈良まなみ               | STVラジオではMLB開幕戦中継のためRCCへの裏送り放送のみ                                                   |
| 2024年3月21日       | 五十嵐浩晃               | ゲスト：杉真理（20時台に電話出演）、国安修二（21時台に電話出演）                                        |
| 2024年3月22日       | 奈良まなみ               | STVラジオでは北海道日本ハムファイターズオープン戦中継のためRCCへの裏送り放送、STVラジオでも21時から放送 |
| 2024年3月26日       | 村上陽子                 | |
| 2024年3月27日       | 大川原儀明               | |
| 2024年3月28日       | 五十嵐浩晃               | ゲスト：池田聡（20時台に電話出演）                                                                      |

- 2024年3月27日放送の「反省会」枠で、松崎真人の療養がもう少し続くため、シーズン8.5は松崎復帰まで土曜日を五十嵐浩晃、日曜日を3月15日放送で代演した大橋千絵（元NHK札幌局パーソナリティ、俳優）が担当すると発表された。土曜日の番組は一部回を火曜日にSTVラジオで収録しての放送となった。
- 2024年6月30日の放送で、7月以降は、日曜日は大橋千絵担当が続行、土曜日に松崎真人が復帰することが発表された。7月6日に復帰し脳出血の一種である被殻出血での療養を公表した。
- シーズン9は週3日出演を続けたが、2024年10月31日の放送で治療に専念するべく生放送の出演をしばらく休演すると発表した。その間は、松崎は選曲で番組に関わり、代演パーソナリティが生放送を進行する形をとる。2月からは「ラジオコラム」の時間にコラム文章を収録した音声で松崎も部分的に出演した。11月5日（火）は大橋千絵が代演したが、それ以降は下記メンバーによる曜日担当制となった。

| 担当曜日 | 代演パーソナリティ― | 備考                         |
| -------- | ------------------- | ---------------------------- |
| 火曜日   | 大川原儀明          | 2024年3月19日・3月27日に代演 |
| 水曜日   | 村上陽子            | 2024年3月26日に代演          |
| 木曜日   | 常国みどり          |                              |

## 放送時間
シーズン毎に時間枠やRCCへのネットの有無が細かく異なるため、ここでまとめて記述する。
シーズン1（2016年度のナイターオフ編成）
毎週火曜 - 金曜 19:00 - 21:50
シーズン2（2017年度のナイターオフ編成）
毎週火曜 - 金曜 19:00 - 21:50（RCCは火曜 - 木曜にネット。金曜は「金曜ビート」等を放送）
- 中国放送（RCCラジオ）にも火曜 - 木曜にネットされることになり、ナイターオフ編成に入っても北海道日本ハムファイターズの試合が残っている場合は同局に裏送りされた[23]。翌年以降もナイターオフ編成での火曜 - 木曜のネットを継続している。金曜は自社制作番組『金曜ビート』を放送していたが、2019年12月27日など同番組が休止となった際には不定期で本番組を放送することがあった。

シーズン2.5（2018年度のナイターイン編成）
毎週日曜 12:00 - 13:30（プロ野球中継が13:00 試合開始の場合は12:00 - 12:50）、RCCは毎週土曜 19:00 - 20:00、毎週日曜 4:00 - 5:00（毎週土曜 28:00 - 29:00）に再放送（プロ野球ナイター中継が行われる場合は再放送が本放送となる）。
- 松崎がK-MIX・FM静岡で担当している「松崎真人ラジオ新千歳－静岡線」と同様に基本的に松崎の自宅スタジオでの録音制作となった。
- RCCではSTV放送分の編集または別内容（RCC向けの別収録版）での収録放送による6日遅れネットになるものの、引き続きネットを続けた。
- この形態とは別に、ファイターズ中継がない日曜日の午後や平日夜に生放送バージョンが放送された回もある[24]。2018年7月15日（日）は、『田中賢介のアフタースクール』『鏡沼しじみまつり』の収録番組を挟みながら、12:00 - 17:00 の枠で4時間10分の生放送が実施された[25]。
- プロ野球のナイター非開催時には、『STVファイターズLIVE』枠で『ナイタースペシャル MUSIC★J』としてSTVラジオのローカルまたはRCC（『RCCカープナイター』枠）との2局ネットで放送する場合があった。
- オンエア―リストには、生放送実施時の選曲リストのみが掲載されており、松崎自宅スタジオで制作した分については掲載されていない。

シーズン3（2018年度のナイターオフ編成）
火曜 - 金曜 19:00 - 22:00（RCCは火曜 - 木曜 19:00 - 21:50）
- STVではそれまで21:50～22:00に放送されていた「スポーツ伝説」（LF制作）を午後ワイドに内包するよう変更し、その時間枠を「反省会・泣きの1曲」という形で番組を拡大した。21:49までに松崎がRCC向けに締めの挨拶をして、RCCでは飛び降り終了となる。

シーズン3.5（2019年度のナイターイン編成）
ナイター中継のない火曜 - 金曜 17:55 - 21:00（『ナイタースペシャル MUSIC★J』）
- 定時番組としては編成されず、不定期の『ナイタースペシャル MUSIC★J』のみの放送となったが、平日のファイターズ戦ナイターがあらかじめ設定されていない場合はNRNナイターとして他カードが組まれていてもこちらを放送することになったため、前年より増えていた。

シーズン4（2019年度のナイターオフ編成）
火曜 - 金曜 19:00 - 22:00（RCCは火曜 - 木曜 19:00 - 21:50）
- 新型コロナウィルスの影響でプロ野球の開幕が延期されたため、開幕までの間の期間も連日放送することになり、RCCも同様に連日当番組をネットした。放送枠はSTVが17:55 - 21:00、RCCが4月30日までは17:58 - 20:56（17:58以降が実質的な本編時間のため、STVと同内容）、5月1日以降は17:56 - 21:00。STVでは開幕前日の6月18日まで連日放送を続けるが、RCCは自社制作のプロ野球開幕前特番を編成するため6月12日でネットを終了した。

シーズン4.5（2020年度のナイターイン編成）
ナイター中継のない火曜 - 金曜 17:55 - 21:00（『ナイタースペシャル MUSIC★J』）、ナイター中継のある土曜 14:35 - 16:25（『GO!GO!サタデー MUSIC★Jスペシャル』）、ナイター中継のある日曜 14:30 - 16:25（『GO!GO!サンデー MUSIC★Jスペシャル』）
- 10月いっぱいまではファイターズ戦が全ての火曜 - 金曜に組まれるため、雨傘番組としては、本拠地が屋外の千葉ロッテマリーンズまたは東北楽天ゴールデンイーグルス主催など屋外球場での開催となる試合での雨天中止時に編成されたが、実際には放送事例がないまま、10月17日より他球場の試合の予備カードの設定を再開している。これに加え、ファイターズ戦がナイトゲームとなる土曜・日曜にもSTVローカルで14 - 16時台に放送され、この場合には本番組内に中央競馬中継を挿入する。

シーズン5（2020年度のナイターオフ編成）
火曜 - 金曜 19:00 - 22:00（RCCは火曜 - 金曜 19:00 - 21:50）
- 前述のようにプロ野球の開幕が延期されたため11月からのスタート。もっとも11日まではそれぞれの地元球団の試合のない、または祝日でデーゲーム開催の日に限って編成される（STV：3日・5日・10日・11日、RCC：6日[注釈 8]。厳密には6日までは『ナイタースペシャル MUSIC★J』扱い[注釈 9]）。12日から両局での同時ネットが開始された。本年度から『金曜ビート』の終了によりRCCでは金曜もレギュラー放送することになった。
- クライマックスシリーズと日本シリーズに北海道日本ハムファイターズと広島東洋カープが出場しないことから、期間中も本番組を編成、RCCは別途自社制作の特別番組を放送する場合もあった。
- STVラジオがB.LEAGUEレバンガ北海道戦の中継を行う場合（2021年2月10日など）は、オフ編成での日本ハム戦中継時同様にRCCへの裏送りを行った。

シーズン5.5（2021年度のナイターイン編成）
毎週土曜 18:00 - 21:00（RCCへのネット無し）
- STVのみのローカル放送であるが、東京2020オリンピック開催に伴ってプロ野球公式戦が組まれなかった期間の7月23日（金）から8月6日（金）までの火 - 金曜に、平日版に準じるフォーマットで『ナイタースペシャル MUSIC★J』が放送され、RCCでも自社制作特別番組を放送する日[注釈 11]以外放送した。この関係で、平日にファイターズ戦のナイトゲームが行われず、他球団の試合がある時はNRNナイターの本番カードのネット受けを復活させる。平日全試合非開催、またはデーゲーム開催時と、公式戦中断期間の7月20 - 22日はニッポン放送制作の『ナイタースペシャル』をネット受け。ファイターズ戦のナイトゲームが組まれる6月以降の土曜[注釈 12]も、オールスターゲーム第2戦を含めて放送せず、本番組を放送した。
- 翌日に競馬のGIレースが行われる場合、18:50 - 19:00に収録番組『中央競馬Gを狙え!』が挿入され、19:00より生放送を再開している。
- プロ野球の公式戦が10月下旬まであるため、2021年度の土曜の放送は10月23日（土）までとなったが、10月2日から23日は改編後の新番組との兼ね合いから、放送時間を19:00 - 20:30に短縮した。

シーズン6（2021年度ナイターオフ編成）
火曜 - 金曜 19:00 - 22:00（RCCは火曜 - 金曜 19:00 - 21:50）
- 前述の理由により、平日での当番組の放送は10月26日（火）からとなり、野球中継フィラー枠として放送されていた『リアルタイム!』との事実上の枠交換となる。ただし、10月22日（金）にはファイターズ戦の開催予定がないため、同日は17:55から開始のSTVでは『ナイタースペシャル MUSIC★J』扱いではあるが、19:00からはオフ編成の通常番組扱いでRCCが飛び乗り、2局ネットで放送された[注釈 13]。
- RCCでは平日の放送をSTVより1週早く10月19日（火）に裏送りで開始した（広島東洋カープ戦開催時は日程終了まで放送し、本番組を雨天予備扱い）[28]。
- 2022年1月26日（火）に、STVラジオ開局60周年特別番組『足寄のスーパースター松山千春～45年の時代をこえて～』が21:00から編成されたため、この日の生放送は、STVラジオでは20:59で飛び降り終了し21:00～21:49までRCCラジオへ裏送りで継続する形がとられた。[29]

シーズン6.5（2022年度ナイターイン編成）
毎週土曜、日曜 18:00 - 21:00（RCCへのネット無し）
- このシーズンも、翌日に競馬のGIレースが行われる土曜日には、18:50 - 19:00に収録番組『中央競馬Gを狙え!』が挿入され、19:00より生放送を再開している。
- 祝日でプロ野球がデーゲーム開催となる5月3 - 5日（火 - 木曜）はナイター枠で自社制作番組のスペシャル版（3日は『TURNING!〜Rooting for You〜 』、4日は『リアルタイム!』）を編成したが、本番組のスペシャルを放送する5月5日はRCCにもネットした（RCCでの3・4日はニッポン放送制作・NRN配給の『ナイタースペシャル』を放送した）。

シーズン7（2022年度ナイターオフ編成）
火曜 - 金曜 19:00 - 22:00（RCCは火曜 - 金曜 19:00 - 21:50）
- 9月27日（火）・28日（水）にファイターズの本拠地最終カードの中継があるため、その翌日の9月29日（木）より今季の当該時間帯での放送を開始した。27日と28日はカープの試合予定がないが、RCCへの裏送り制作は行われず、RCC側で穴埋めの音楽番組（自社制作の『本名正憲の20世紀洋楽少年』『シェアミュージック』とかしわプロダクション制作の『アーティストBOX』）を編成した。
- 9月30日（金）は、RCCではカープ戦中継終了後の21:29から飛び乗りで21:49までSTVと同時放送された。RCCでの定時放送は10月4日（火）から。
- シーズン7最終放送となる2023年3月31日は、RCCではカープ戦中継で放送が無い予定だったが試合が早く終わったため、20:55から飛び乗りで同時放送された。

シーズン7.5（2023年度ナイターイン編成）
毎週土曜、日曜 19:00 - 21:00（2023年4月8日～10月1日　STVのみでの放送）
- 8月12日（土）・13日（日）・20日（日）と9月10日（日）・30日（土）の放送は、特別番組を挟む編成の都合で、8月12日は20:45まで、8月13日・20日は20:30まで、9月10日は20:00まで、9月30日は20:30までの短縮放送となった。

シーズン8（2023年度ナイターオフ編成）
火曜 - 金曜 19:00 - 22:00（RCCは火曜 - 金曜 19:00 - 21:50）
- STVラジオ・RCCラジオとも2023年10月3日（火）～2024年3月28日（木）まで放送。

シーズン8.5（2024年度ナイターイン編成）
毎週土曜 19:00 - 21:00、毎週日曜 13:00 - 15:00（STVのみでの放送）
- STVラジオでは2024年4月6日（土）[32]～2024年9月29日（日）まで放送。
- 日曜については、中継対象の1レース目が14時台に放送される場合、中央競馬中継を挿入する[注釈 15]。この場合は当番組を一旦中断する形で、草野あずみのハッピー競馬のパーソナリティである草野あずみが登場し、レース開始まで進行を担当する。

シーズン9（2024年度ナイターオフ編成）
火曜 - 木曜 19:00 - 22:00（RCCは火曜 - 木曜 19:00 - 21:50）
- STVラジオでは2024年10月1日～2025年3月27日まで放送。RCCラジオでは10月1日～3日はカープナイター終了後放送開始し2025年3月26日まで放送。
- 3月18日・19日はSTVラジオでは「MLBワールドツアー東京シリーズ2025 シカゴ・カブス対ロサンゼルス・ドジャース」を、ニッポン放送ショウアップナイターのネット受けで放送したため、MLB中継を放送しないRCCへの裏送りを行った。
- 金曜日にはシーズン8.5の土曜代理パーソナリティをつとめた五十嵐浩晃の『FRIDAY MUSIC★Attack』を放送。日曜代理パーソナリティの大橋千絵は日曜日の同時間帯にて引き続き『SUNDAY MUSIC★NOTE』を担当。

## テーマ曲
オープニング
ジョー・ジャクソン『Go For It』
エンディング
タック&パティ『I Wish』
反省会・泣きの1曲
ルドルフ・バウムガルトナー指揮/ルツェルン弦楽合奏団『バッハ:主よ、人の望みの喜びよ』